# Mels (Zwitserland)
Mels is een gemeente en plaats in het Zwitserse kanton Sankt Gallen, en maakt deel uit van het district Sarganserland.
Mels telt 8501 inwoners.

## Geboren
- Paul Guldin (1577-1643), jezuïet, wiskundige en astronoom